# Joel Amoroso
Emanuel Joel Amoroso (Rosario, 8 gennaio 1988) è un calciatore argentino, centrocampista del The Strongest.

## Caratteristiche tecniche
È un esterno destro.

## Statistiche

### Presenze e reti nei club
Statistiche aggiornate al 12 novembre 2018.
| Stagione                   | Squadra                    | Campionato                 | Campionato | Campionato | Coppe nazionali | Coppe nazionali | Coppe nazionali | Coppe continentali | Coppe continentali | Coppe continentali | Altre coppe | Altre coppe | Altre coppe | Totale | Totale | Totale |
| Stagione                   | Squadra                    | Comp                       | Pres       | Reti       | Comp            | Pres            | Reti            | Comp               | Pres               | Reti               | Comp        | Pres        | Reti        | Pres   | Reti   |        |
| -------------------------- | -------------------------- | -------------------------- | ---------- | ---------- | --------------- | --------------- | --------------- | ------------------ | ------------------ | ------------------ | ----------- | ----------- | ----------- | ------ | ------ | ------ |
| 2012-2013                  | Ferro Carril Oeste         | BN                         | 19         | 0          | CA              | 1               | 0               |                    | -                  | -                  |             | -           | -           | 20     | 0      |        |
| 2013-2014                  | Unión Mar del Plata        | TA                         | 28         | 4          | CA              | 2               | 0               |                    | -                  | -                  |             | -           | -           | 30     | 4      |        |
| 2014-2015                  | Unión Mar del Plata        | TA                         | 15         | 5          | CA              | 0               | 0               |                    | -                  | -                  |             | -           | -           | 15     | 5      |        |
| Totale Unión Mar del Plata | Totale Unión Mar del Plata | Totale Unión Mar del Plata | 43         | 9          |                 | 2               | 0               |                    | -                  | -                  |             | -           | -           | 45     | 9      |        |
| 2015                       | Olimpo                     | PD                         | 29         | 2          | CA              | 1               | 0               |                    | -                  | -                  |             | -           | -           | 30     | 2      |        |
| 2016                       | Olimpo                     | PD                         | 16         | 3          | CA              | 1               | 0               |                    | -                  | -                  |             | -           | -           | 17     | 3      |        |
| Totale Olimpo              | Totale Olimpo              | Totale Olimpo              | 45         | 5          |                 | 2               | 0               |                    | -                  | -                  |             | -           | -           | 47     | 5      |        |
| 2016-2017                  | Newell's Old Boys          | PD                         | 26         | 1          | CA              | 1               | 0               |                    | -                  | -                  |             | -           | -           | 27     | 1      |        |
| 2017-2018                  | Newell's Old Boys          | PD                         | 1          | 0          | CA              | 0               | 0               |                    | -                  | -                  |             | -           | -           | 1      | 0      |        |
| Totale Newell's            | Totale Newell's            | Totale Newell's            | 27         | 1          |                 | 1               | 0               |                    | -                  | -                  |             | -           | -           | 28     | 1      |        |
| 2017-2018                  | Belgrano                   | PD                         | 16         | 1          | CA              | 1               | 0               |                    | -                  | -                  |             | -           | -           | 17     | 1      |        |
| 2018-2019                  | Newell's Old Boys          | PD                         | 9          | 0          | CA              | 3               | 0               |                    | -                  | -                  |             | -           | -           | 12     | 0      |        |
| Totale carriera            | Totale carriera            | Totale carriera            | 159        | 16         |                 | 11              | 0               |                    | -                  | -                  |             | -           | -           | 170    | 16     |        |